# Prionotus martis
Prionotus martis és una espècie de peix pertanyent a la família dels tríglids.

## Descripció
- Fa 17,5 cm de llargària màxima.[4][5]

## Hàbitat
És un peix marí, demersal i de clima subtropical.
Es troba a l'Atlàntic occidental: des del nord-est de Florida i el nord del Golf de Mèxic fins al golf de Campeche (Mèxic).

## Observacions
És inofensiu per als humans.